# 伊波利托·拉莫斯
伊波利托·拉莫斯·马丁内斯（西班牙語：Hipólito Ramos Martínez，1956年1月30日—），古巴男子拳击运动员。他曾代表古巴参加1980年夏季奥林匹克运动会拳击比赛，获得男子48公斤级银牌。